# Encyclia howardii
Encyclia howardii är en orkidéart som först beskrevs av Oakes Ames och Donovan Stewart Correll, och fick sitt nu gällande namn av Frederico Carlos Hoehne. Encyclia howardii ingår i släktet Encyclia och familjen orkidéer. Inga underarter finns listade i Catalogue of Life.